# عباس آقايي
عباس أقايي (2 سبتمبر 1977 سراب إيران - ) هو لاعب كرة قدم إيراني يلعب كلاعب وسط.

## روابط خارجية
- عباس آقايي على موقع قاعدة بيانات كرة القدم.إي يو (الإنجليزية)
- عباس آقايي على موقع ناشيونال فوتبول تيمز (الإنجليزية)